# Patrick Norbert
Pour les articles homonymes, voir Norbert.
Patrick Norbert, né vers 1956, est un ancien acteur français, devenu ensuite patron de la société de distribution et de production Capitol films. Il a été président du Angers SCO de 2003 à 2006. Il est président du Racing Club de France football depuis le 13 février 2018.

## Filmographie

### Acteur

#### Cinéma
- 1975 : Le Petit Marcel avec Isabelle Huppert, Jacques Spiesser, de Jacques Fansten
- 1979 : L'Adoption avec Geraldine Chaplin, Jacques Perrin, de Marc Grunebaum
- 1980 : Le Rebelle avec Isabelle Rosais, de Gérard Blain
- 1982 : Le Sang des tropiques avec Nicole Calfan, de Christian Bricout
- 1982 : Ils appellent ça un accident de Nathalie Delon
- 1983 : Une jeunesse avec Jacques Dutronc, Michaël Lonsdale, Ariane Lartéguy, de Moshe Mizrahi

#### Télévision
- 1982 : La Neige et la cendre
- 1984 : La Rançon de Yvan Butler
- 1985 : Tendre comme le rock

### Producteur-Distributeur
- 1997 : Firelight, le lien secret (Firelight) de William Nicholson -  avec Sophie Marceau, Stephen Dillane
- 1998 :  Pleure, ô pays bien-aimé (Cry my beloved country) de Darrell Roodt avec James Earl Jones, Richard Harris
- 1999 : Trader de James Dearden Avec Ewan McGregor, Anna Friel
- 2000 : The Million Dollar Hotel de Wim Wenders Avec Mel Gibson, Milla Jovovich
- 2000 : Une blonde en cavale (Beautiful Joe) de Stephen Metcalfe (en) avec Sharon Stone, Billy Connolly
- 2000 : The Watcher de Joe Charbanic avec Keanu Reeves, James Spader, Marisa Tomei
- 2001 : Lisa de Pierre Grimblat avec Marion Cotillard, Benoît Magimel, Jeanne Moreau